# Източно Дегунино
Източно Дегунино (Восточное Дегунино) е административен район на Северен окръг в Москва.